# Тангамандапио (муниципалитет)
Тангамандапио (исп. Tangamandapio) — муниципалитет в Мексике, входит в штат Мичоакан. Население — 24 267 человек.